# Althorp
Vezi și Althorpe, Lincolnshire.

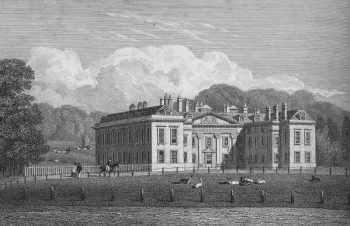
Intrarea casei Althorp în anii 1820. Înfăţişarea casei din acest unghi este aproape identică şi astăzi.

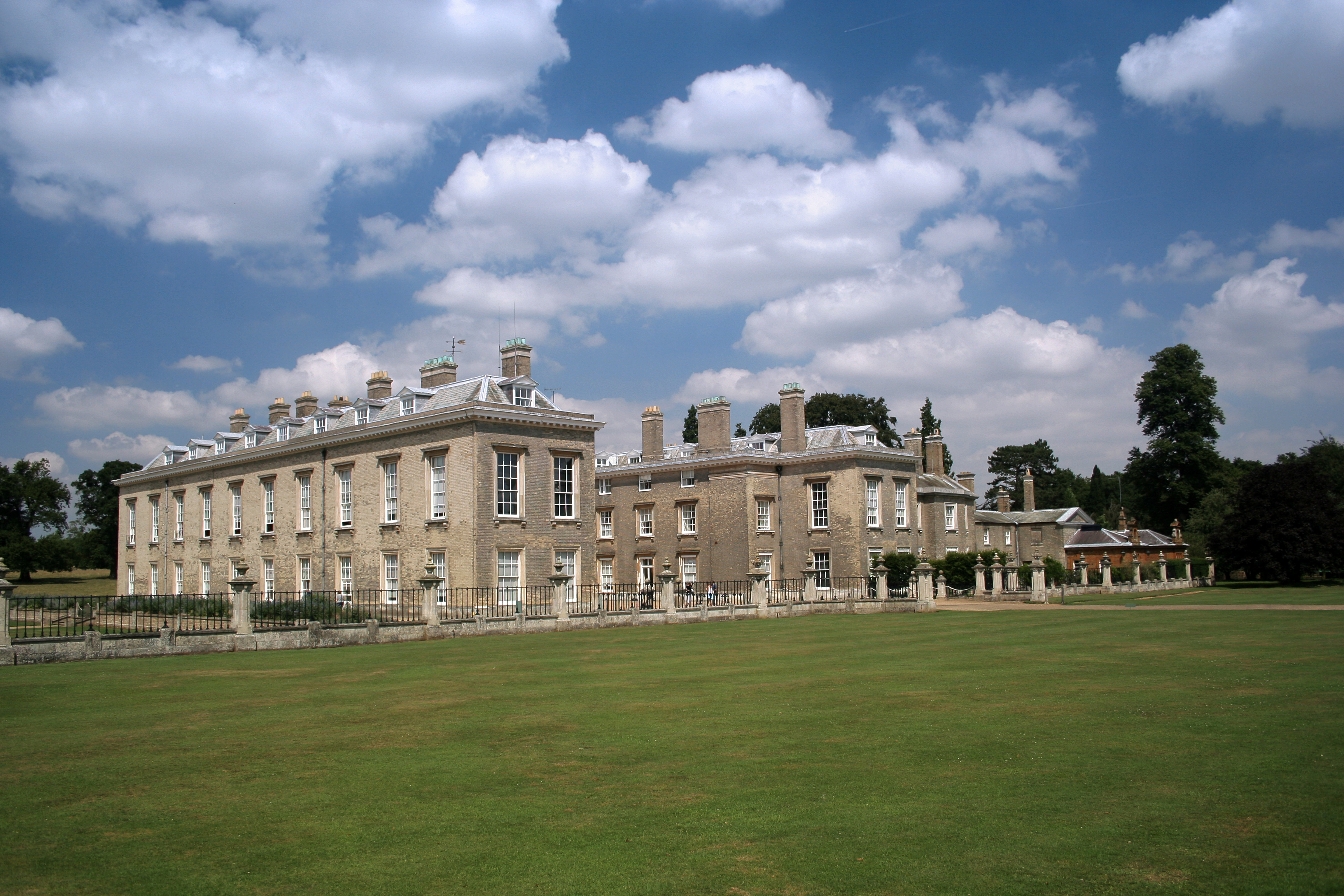
Althorp aşa cum era în 2006.

Althorp (pronunție în engleză [ˈɔːlθɔrp] sau pronunție în engleză [ˈɔːltrəp]) este un domeniu de la țară și o casă impunătoare din Northamptonshire, Anglia, așezată cam la 5 mile nord-vest de orașul de provincie Northampton. Aceasta a fost casa strămoșească a familiei Spencer de la începutul secolului al XVI-lea și este acum în proprietatea lui Charles Spencer, al IX-lea Conte Spencer. În cadrul proprietății, se află fundațiile vechiului sat pierdut, satul Althorp, deasupra căruia a fost construită proprietatea. Averea familiei Spencer provine de la cel dintâi strămoș cunoscut, Sir John Spencer de Wormleighton, Warwickshire, care a cumpărat proprietatea Althorp în 1522 cu profiturile masive din creșterea oilor.
La început, casa a fost construită din cărămidă roșie în stil Tudor, însă înfățișarea ei a fost schimbată complet în secolul al XVIII-lea, când faimosul arhitect Henry Holland a primit împuternicirea de a face schimbări majore. Interioriorul casei este în general considerat cel mai valoros lucru pentru că familia Spencer a strâns o colecție impresionantă de tablouri reprezentând portrete, inclusiv câteva tablouri pictate de maestrul flamand Anthony van Dyck. Grajdurile proprietății au fost transformate în expoziție dedicată memoriei Dianei, Prințesă de Wales și oferă un decor atractiv făcut din gresie, care echilibrează în mod eficient fațada impozantă a casei. Diana este ingropată pe o mică insulă, în mijlocul unui lac de pe această proprietate.